# Никола Николиев
Никола Николиев е български революционер, деец на Вътрешната македоно-одринска революционна организация.

## Биография
Николиев е роден в зъхненското село Алистрат. Завършва българското педагогическо училище в Сяр. Влиза във ВМОРО и през лятото на 1903 година е делегат от Серски район на конгреса на Серския революционен окръг. По време на Илинденско-Преображенското въстание е начело на чета в Сярско. Загива през април 1904 година в сражение край село Мелникич.
По думите на Георги Баждаров:
| „ | Той бе пъргав, здрав и храбър момък. По-сетне, след въстанието, загина като войвода в бой с турците. Вечна му памет! | “ |